# Episodi di Castle (sesta stagione)
La sesta stagione della serie televisiva Castle, composta da 23 episodi, è stata trasmessa in prima visione assoluta negli Stati Uniti d'America da ABC dal 23 settembre 2013 al 12 maggio 2014.
In Italia la stagione è andata in onda in prima visione su Fox Life, canale a pagamento della piattaforma satellitare Sky, dal 5 marzo al 23 luglio 2014; in chiaro è stata trasmessa da Rai 2 dal 6 settembre 2014 al 18 aprile 2015.
| nº | Titolo originale               | Titolo italiano                       | Prima TV USA      | Prima TV Italia |
| -- | ------------------------------ | ------------------------------------- | ----------------- | --------------- |
| 1  | Valkyrie                       | Valchiria                             | 23 settembre 2013 | 5 marzo 2014    |
| 2  | Dreamworld                     | Dreamworld                            | 30 settembre 2013 | 12 marzo 2014   |
| 3  | Need To Know                   | Il bisogno di sapere                  | 7 ottobre 2013    | 19 marzo 2014   |
| 4  | Number One Fan                 | La fan numero uno                     | 14 ottobre 2013   | 26 marzo 2014   |
| 5  | Time Will Tell                 | Il viaggiatore del tempo              | 21 ottobre 2013   | 2 aprile 2014   |
| 6  | Get a Clue                     | Caccia al tesoro                      | 28 ottobre 2013   | 9 aprile 2014   |
| 7  | Like Father, Like Daughter     | Tale padre, tale figlia               | 4 novembre 2013   | 16 aprile 2014  |
| 8  | A Murder is Forever            | Un omicidio è per sempre              | 11 novembre 2013  | 23 aprile 2014  |
| 9  | Disciple                       | La discepola                          | 18 novembre 2013  | 30 aprile 2014  |
| 10 | The Good, the Bad and the Baby | Il buono, il cattivo e il bambino     | 25 novembre 2013  | 7 maggio 2014   |
| 11 | Under Fire                     | Trappola di fuoco                     | 6 gennaio 2014    | 14 maggio 2014  |
| 12 | Deep Cover                     | Sotto copertura                       | 13 gennaio 2014   | 21 maggio 2014  |
| 13 | Limelight                      | Sotto i riflettori                    | 20 gennaio 2014   | 28 maggio 2014  |
| 14 | Dressed to Kill                | Omicidio d'alta moda                  | 3 febbraio 2014   | 4 giugno 2014   |
| 15 | Smells Like Teen Spirit        | Morte in video chat                   | 17 febbraio 2014  | 11 giugno 2014  |
| 16 | Room 147                       | Stanza 147                            | 24 febbraio 2014  | 18 giugno 2014  |
| 17 | In the Belly of the Beast      | Nel ventre del drago                  | 3 marzo 2014      | 25 giugno 2014  |
| 18 | The Way of the Ninja           | Il drago verde                        | 17 marzo 2014     | 2 luglio 2014   |
| 19 | The Greater Good               | Il bene di tutti                      | 24 marzo 2014     | 9 luglio 2014   |
| 20 | That '70s Show                 | I favolosi anni '70                   | 21 aprile 2014    | 16 luglio 2014  |
| 21 | Law & Boarder                  | Sport estremi                         | 28 aprile 2014    | 16 luglio 2014  |
| 22 | Veritas                        | Veritas                               | 5 maggio 2014     | 23 luglio 2014  |
| 23 | For Better or Worse (1)        | Nella buona e nella cattiva sorte (1) | 12 maggio 2014    | 23 luglio 2014  |

## Valchiria
- Titolo originale: Valkyrie
- Diretto da: John Terlesky
- Scritto da: Rob Hanning

### Trama
Beckett, dopo avere accettato la proposta di matrimonio di Castle, si trasferisce a Washington. Dopo sei settimane Castle, tornato dal suo tour promozionale, torna a casa e trova oltre alla madre e alla figlia, un ragazzo di nome P, il fidanzato naturalista che Alexis ha conosciuto nel suo viaggio. Chiama quindi al telefono Beckett, reduce da un addestramento, che lo informa di non riuscire a recarsi a New York per il weekend, come invece avevano previsto, a causa di un caso. Appena tornata a casa Beckett trova Castle che è arrivato a Washington per farle una sorpresa. L'uomo all'inizio si interessa del caso su cui indaga la fidanzata finché lei non lo ferma essendo un argomento di sicurezza nazionale. Beckett però dimentica una foto riguardante il caso nell'abitazione e Castle, non riuscendo a trattenersi, indaga anche grazie all'aiuto di Ryan ed Esposito da New York. Cerca quindi di seguire anche lui il caso, finendo per entrare in contatto con un malvivente che lo rapisce, poiché sa delle indagini e crede lavori con la sicurezza nazionale. Mentre si trovano nella macchina del rapitore quest'ultimo chiede informazioni su un progetto chiamato Valchiria e di una stazione militare a Dreamworld, ma dopo poco muore con in macchina Castle, che viene preso e portato alla sede dove lavora Beckett, che intanto ha proseguito le sue indagini interrogando il segretario della difesa e un giornalista che denunciava la missione Valchiria e alludeva a una stazione segreta chiamata Dreamworld. Dopo essere stato interrogato dal superiore di Beckett, Castle viene informato dalla fidanzata di avere ancora all'incirca un giorno di vita poiché ha respirato una soluzione rubata da un laboratorio dello stato, la stessa che ha ucciso l'uomo che lo aveva rapito.
- Guest star: Lisa Edelstein (Rachel McCord), Yancey Arias (Carl Villante), Jocko Sims (Matt Hendricks), Maya Stojan (Video Tech), Andrea C. Robinson (Jeanette Miller)
- Co-Guest star: Jack Kennedy (Jack Bronson), Myko Olivier (Pi), Peter James Smith (Agente Richmond), Obren Milanovic (Leather Jacket), Garvin Funches (Ufficiale di Polizia), Isaac Johnson (Agente), Eugenia Kuzmina (Blonde), Trevor Olsen (Guardia di Sicurezza, Trevor H. Olsen)
- Ascolti Italia: 248.121 spettatori (Fox Life)[6]

## Dreamworld
- Titolo originale: Dreamworld
- Diretto da: Thomas J. Wright
- Scritto da: David Grae

### Trama
Castle fa varie iniezioni per cercare di ritardare la sua morte e decide di tenere nascosta alla madre e alla figlia la situazione che sta passando. Beckett e McCord interrogano un ragazzo arabo che racconta che durante un'operazione aerea ha visto l'uomo che ha rapito Castle portare fuori da una casa la ragazza che faceva da governante. Per questo, dopo avere avuto il file dell'operazione Valchiria, che è quasi completamente secretato, cercano le registrazioni originali dove scoprono che il rapitore di Castle era un agente della marina americana e quello che è l'attuale segretario della difesa era colui che pilotava l'aereo che ha sganciato la bomba sulla casa da dove è stato portato via il corpo della governante. Beckett decide di indagare sul segretario della difesa da sola, dopo avere scoperto che Valchiria era il nome in codice della spia americana che il segretario ha deciso di uccidere e di cui poi ha fatto occultare il cadavere per negare il tutto. Grazie all'aiuto di Castle deducono che il giornalista è l'assassino in quanto la ragazza che è morta era la sua ragazza e quindi ora cerca vendetta. Mentre stanno andando a una conferenza per salvare il segretario della difesa, poiché pensano sarà la prossima vittima, Castle, ormai morente, fa capire a Beckett che per vendicarsi veramente il giornalista avrebbe dovuto colpire la donna che il segretario ama cioè sua moglie. Beckett si reca a casa del segretario con Castle, che cade a terra privo di sensi, essendo ormai finito il tempo a disposizione; Beckett cerca di convincere il giornalista a dargli l'antidoto e riesce a salvarsi grazie all'arrivo di McCord che ha seguito la sua idea di non recarsi alla conferenza. Castle si risveglia quindi in ospedale con intorno Martha, Alexis e Kate, che rimane qualche minuto con lui rinnovando il suo amore. Tuttavia Beckett resta delusa non solo dallo scoprire che il segretario Reed non verrà arrestato per quello che ha fatto, ma anche che secondo McCord se vorrà lavorare a Washington dovrà venire a patti con situazioni come quella.
- Guest star: Lisa Edelstein (Agente CIA Rachel McCord), Yancey Arias (Carl Villante), Jocko Sims (Matt Hendricks), Warren Christie (Brad Parker), Glenn Morshower (Segretario alla Difesa Michael Reed), Omid Abtahi (Waqas Rasheed)
- Co-Guest star: Jack Kennedy (Jack Bronson), Peter James Smith (Agente Richmond), Ellen Bry (Mary Elizabeth Reed), Myko Oliver (Pi), Celeste Den (Julie), Dan Glenn (Guardia del corpo del segretario), Cedric Scott (Admiral Johnson), Dan Warner (Incaricato alla sicurezza della casa del segretario), Michael Bofshever (Dr. Goldberg)
- Ascolti Italia: 244.334 spettatori (Fox Life)[7]

## Il bisogno di sapere
- Titolo originale: Need To Know
- Diretto da: Larry Shaw
- Scritto da: Elizabeth Beall

### Trama
Castle si risveglia nel suo appartamento a New York, interrotto da P che sta preparando delle centrifughe benefiche. Vede poi in TV la notizia della morte di un attore su cui indagano Esposito e Ryan e chiede di farsi inserire nelle indagini. Appena iniziano si presentano al distretto Beckett e McCord che devono essere informate sulle indagini ma non possono condividere con loro le informazioni sul loro caso. Durante le indagini Castle deve provare a Esposito che non è un informatore di Beckett, ma non riesce a ottenere dalla fidanzata alcuna informazione anche perché il caso viene troncato dalla CIA, senza avere trovato alcun assassino. Beckett torna a Washington, lasciando convinti i ragazzi di un suo cambiamento e disinteresse nei confronti della vittima, ma Castle li informa che in realtà non è cambiata, poiché prima di partire gli ha dato una chiavetta contenente un video a cui i poliziotti non avevano accesso e che li porta a una svolta nella indagini e per questo Beckett e McCord tornano al distretto e aiutano Ryan ed Esposito a chiudere il caso. L'attore è stato ucciso da un collega che voleva tornare nella serie con un sequel che la vittima avrebbe dovuto firmare, ma che non aveva intenzione di fare. Nel caso è però implicata anche la ragazza della vittima di cui nessuno era a conoscenza, poiché fa parte di una famiglia mafiosa russa che la vittima, in quanto informatore della CIA, spiava. La ragazza era a conoscenza di questo fatto e lo accettava per amore. La CIA "ricatta" quindi la ragazza di dire alla famiglia ciò che faceva il suo fidanzato se lei non diventa una loro informatrice. Beckett, non d'accordo con il metodo della CIA, con una soffiata anonima avvisa la stampa che la ragazza è implicata con la mafia russa, informazione falsa ma che porta la famiglia della ragazza ad allontanarsi da quest'ultima in modo che non sia utile alla CIA e quindi non rischi di essere ammazzata. Una volta a casa di Castle lo racconta al fidanzato che orgoglioso le comunica la notizia di avere comprato una casa a Washington dove andare a vivere, non riuscendo i due quasi mai a vedersi ma volendo passare più tempo possibile insieme. Proprio quando festeggiando la lieta notizia suonano alla porta: è McCord che riferisce a Beckett che è stata licenziata poiché hanno scoperto che è stata lei a dare le informazioni alla stampa.
- Guest star: Lisa Edelstein (Agente Rachel McCord), Antonio Sabàto Jr. (Ramon Russo)
- Ascolti Italia: 256.447 spettatori (Fox Life)[8]

## La fan numero uno
- Titolo originale: Number One Fan
- Diretto da: John Terlesky
- Scritto da: Terence Paul Winter

### Trama
Una donna scappa dal suo appartamento; in quel luogo la polizia troverà il corpo del fidanzato, Angelo Vasquez, assassinato a coltellate. La presunta colpevole si rifugia in uno studio dentistico dove prende in ostaggio cinque persone. Beckett (disoccupata) e Castle vengono chiamati da Gates poiché la ragazza ha chiesto di parlare con lo scrittore. Arrivati sulla scena, Castle viene messo in contatto con Emma che, dopo avere appurato che lo scrittore è veramente chi dice di essere, gli chiede aiuto per dimostrare la sua innocenza; Castle entrerà nello studio riuscendo a fare liberare due ostaggi. La ragazza gli racconterà poi cosa ha fatto la sera prima di trovare il suo ragazzo morto nel suo appartamento. Castle si appresta subito ad aiutarla credendola veramente innocente; Beckett però troverà la fedina penale secretata della ragazza, la quale racconta che ha ucciso il suo fratellastro da ragazza. Alla fine scopriranno che è stato il cognato, membro dello studio di avvocati al servizio del padre biologico di Emma, a uccidere Angelo al fine di incastrare Emma ed evitare così che il suocero, futuro senatore, dividesse l'eredità anche con la figlia illegittima e non solo con sua moglie, unica figlia finora riconosciuta. Emma e il vero padre si riconciliano, mentre a Beckett viene restituito il distintivo e riassunta al distretto che ha trovato nuovi fondi grazie al senatore.
- Ascolti Italia: 190.078 spettatori (Fox Life)[9]

## Il viaggiatore del tempo
- Titolo originale: Time Will Tell
- Diretto da: Rob Bowman
- Scritto da: Terri Miller e Andrew W. Marlowe

### Trama
Un cadavere femminile viene rinvenuto sgozzato e folgorato. Attraverso la testimonianza di uno dei vicini della donna assassinata la polizia risale a un uomo che, catturato, oltre a professarsi innocente, rivela di essere venuto dal futuro, il 2035, per evitare che un assassino neonazista, anch'egli venuto dal futuro, riesca a modificare l'andamento della storia, assicurando la riconquista del potere acquisito grazie all'accaparramento delle risorse energetiche mondiali e successivamente perso a causa di una innovazione il cui seme risultava essere stato piantato proprio nel 2013. Anche se portato in cella, l'uomo misteriosamente scompare. Nel frattempo si verifica un altro omicidio, quello del fratello della prima donna assassinata. L'assassino ha cercato di farsi dire il nome di un giovane ricercatore che si scopre essere il suo vero obiettivo. Dopo diverse peripezie l'assassino viene arrestato e si scopre che l'uomo "venuto dal futuro" risultava essere un degente dello stesso ospedale psichiatrico che aveva accolto in passato l'assassino. L'uomo dopo avere evidenziato che quella rappresentava la soluzione migliore per fare risultare più credibile la sua presenza nel 2013, va via. Castle lo rincorre per restituire un marchingegno rimasto sulla scrivania di Beckett, ma l'uomo scompare senza lasciare traccia. L'ultima scena fa sorgere più di un dubbio su quale fosse la verità.
- Guest star: Joshua Gomez (Simon Doyle)
- Ascolti Italia: 214.611 spettatori (Fox Life)[10]

## Caccia al tesoro
- Titolo originale: Get a Clue
- Diretto da: Holly Dale
- Scritto da: Christine Roum

### Trama
La vittima, Susannah Richland, viene ritrovata a terra ma in una posizione simile a quella di una crocifissione (con tanto di tagli sui palmi delle mani, simili a stigmate). Nell'appartamento della vittima vengono anche ritrovate alcune foto di icone religiose e simboli pagani, libri sulla storia medioevale e materiale satanico. Castle e Beckett iniziano quindi a indagare sull'omicidio basandosi soprattutto sul simbolo che la giovane si era scritta sulla mano. Man mano che le indagini proseguono scoprono che Susannah stava partecipando a un gioco per il ritrovamento di alcune monete. Castle riesce a risolvere l'enigma e insieme a Beckett scoprono che non è affatto un gioco e le monete esistono realmente; immaginando che l'assassino sia l'ideatore del gioco lo interrogano di nuovo, ma così scoprono che la vittima era una discendente di colui che aveva nascosto le monete e che l'assassino era un parente di Susannah che voleva impadronirsi del tesoro. Il cugino confessa ammettendo di volere usare i soldi per risollevare le sue sorti finanziarie e dare le giuste cure alla madre mentre la ragazza voleva donarle al popolo. Alla fine delle indagini Castle si reca da Alexis per cercare di rimediare ma lei non lo perdona.
- Ascolti Italia: 210.932 spettatori (Fox Life)[11]

## Tale padre, tale figlia
- Titolo originale: Like Father, Like Daughter
- Diretto da: Paul Holohan
- Scritto da: Marc Dube

### Trama
Alexis lavora a un caso di revisione di innocenza con il suo professore, dove Frank, un ex operaio della Pennsylvania, sta per subire una condanna a morte per l'accusa di omicidio di una ragazza, Kim, avvenuto quindici anni prima. È ancora molto arrabbiata con suo padre Castle, tuttavia dopo avere cercato aiuto da Ryan ed Esposito si rende presto conto che ha bisogno di suo padre per trovare indizi preziosi utili a dimostrare l'innocenza di Frank. Castle accetta e i due si mettono in viaggio per la revisione del caso. Castle però è inizialmente titubante anche perché non conosce assolutamente Frank e non sa neanche se e quanto possa essere realmente innocente. Tuttavia non vuole deludere nuovamente Alexis che crede totalmente nella sua innocenza e Castle pensa che questa è la sua occasione per farsi perdonare da sua figlia. I due hanno meno di 72 ore prima che l'esecuzione abbia luogo. Frank però sembra ormai rassegnato e non aspetta altro che la sua esecuzione, ma presto si teme possa nascondere qualche indizio che non voglia rivelare a nessuno. Nel frattempo Beckett si sente sempre meno accettata da Alexis in quanto è l'unica a cui non ha ancora chiesto aiuto per la revisione di questo caso.
- Ascolti Italia: 196.036 spettatori (Fox Life)[12]

## Un omicidio è per sempre
- Titolo originale: A Murder is Forever
- Diretto da: Bill Roe
- Scritto da: Chad Gomez Creasey e Dara Resnik Creasey

### Trama
Castle e Beckett indagano sull'omicidio di una “Guru di relazioni tra ricchi”, scrittrice di numerosi libri sulle abitudini dei primati. Presto si capisce che la vittima è stata presa di mira a causa di un diamante dal valore inestimabile.
- Ascolti Italia: 279.553 spettatori (Fox Life)[13]

## La discepola
- Titolo originale: Disciple
- Diretto da: Rob Bowman
- Scritto da: David Amann

### Trama
Ruby Hollings, una donna identica a Lanie, viene trovata impiccata nel porto di New York, ma quando Lanie analizza il suo cadavere si rende conto che il suo corpo è identico al suo nei minimi dettagli. Sul corpo del cadavere è presente infatti persino un tatuaggio identico a quello di Lanie che non aveva mai fatto vedere a nessuno se non a Esposito. Castle e Beckett si mettono alla ricerca del chirurgo di Ruby, che è molto sicura di sé e non rilascia molte informazioni. Lanie, intanto, interrogata da Esposito, riesce a ricordare uno strano episodio accaduto due mesi prima in un pub. Lanie non ricorda come questa serata si sia conclusa, ricorda solo di essersi ritrovata perfettamente sana nel suo letto la mattina seguente e di sicuro la sera prima non era ubriaca. Intanto Ryan ed Esposito trovano un altro cadavere in una barca nel porto e ciò che scoprono è sconvolgente. Il cadavere è di un certo Daniel Santos e somiglia perfettamente a Esposito. Si scopre anche che Daniel aveva chiesto a un terapeuta di aiutarlo a modificare la sua voce affinché questa potesse somigliare perfettamente a quella di Esposito. Gli indizi sembrano non portare ad alcuna pista ma a un certo punto Castle comprende chi può esserci dietro a tutto questo: il Triplo Omicida, che grazie a questi omicidi è riuscito a liberarsi di tutti i dati e le prove relative a lui.
- Ascolti Italia: 215.093 spettatori[14]

## Il buono, il cattivo e il bambino
- Titolo originale: The Good, the Bad and the Baby
- Diretto da: John Terlesky
- Scritto da: Terri Miller

### Trama
Un uomo raggiunto da numerosi colpi di pistola entra in una chiesa e, prima di morire, lascia al parroco un bambino. Il bambino però non è il figlio della vittima e nessuno ne denuncia la scomparsa. Nel frattempo se ne prendono cura Castle e Beckett mentre proseguono con le indagini.
- Ascolti Italia: 188.659 spettatori (Fox Life)[15]

## Trappola di fuoco
- Titolo originale: Under Fire
- Diretto da: Paul Holahan
- Scritto da: Andrew W. Marlowe e David Amann

### Trama
Viene ritrovato un cadavere all'interno di un edificio andato in fiamme, che si scoprirà essere di un vigile del fuoco che stava dando la caccia a un piromane colpevole di altri incendi. Ryan ed Esposito rimangono vittime di un'esplosione in una fabbrica, che li blocca all'interno mettendo a repentaglio le loro vite. Alla fine Ryan avrà una sorpresa da sua moglie.
- Ascolti Italia: 164.883 spettatori (Fox Life)[16]

## Sotto copertura
- Titolo originale: Deep Cover
- Diretto da: Tom Wright
- Scritto da: Terence Paul Winter

### Trama
Castle e Beckett indagano su un caso di infiltrazione nella CIA; collaborerà con loro il padre di Castle, e per questo motivo Rick dovrà dire a Kate tutta la verità anche riguardo a Parigi. Alla fine riusciranno a risolvere il caso ma il padre di Castle dovrà sparire di nuovo. Rick e Kate fissano la data del loro matrimonio.
- Guest star: James Brolin (Jackson Hunt)
- Ascolti Italia: 225.156 spettatori (Fox Life)[17]

## Sotto i riflettori
- Titolo originale: Limelight
- Diretto da: Bill Roe
- Scritto da: Rob Hanning

### Trama
Viene ritrovato il cadavere di una famosa attrice, Mandy Sutton. Presto però si scopre che il cadavere non è il suo, bensì della sua sosia, Claire, ingaggiata per tenere lontani i fan accaniti e i paparazzi. Resta da scoprire chi era davvero l'obiettivo: la famosa attrice o la sua sosia?
- Guest star: Alexandra Chando (Mandy Sutton)
- Ascolti Italia: 223.706 spettatori (Fox Life)[18]

## Omicidio d'alta moda
- Titolo originale: Dressed to Kill
- Diretto da: Jeannot Szwarc
- Scritto da: Elizabeth Beall

### Trama
Mentre sono alla ricerca di alcuni pezzi di stoffa, due giovani studenti ritrovano in un cassonetto il corpo di una giovane donna strangolata. Questo caso sconvolge i piani di Richard e Kate che sono alle prese con i preparativi del loro matrimonio.
- Guest star: Frances Fisher (Matilda King), Gina Alvarez, Nadege August, Danny Max
- Ascolti Italia: 233.488 spettatori (Fox Life)[19]

## Morte in video chat
- Titolo originale: Smells Like Teen Spirit
- Diretto da: Kevin Hooks
- Scritto da: Chad Gomez Creasey e Dara Resnik Creasey

### Trama
Delle ragazze sono in video chat con la loro migliore amica. Nel bel mezzo della chiamata la vittima viene violentemente scaraventata sul soffitto e fatta cadere a terra da una forza invisibile. Castle, arrivato sulla scena del crimine, si convince che in questo caso siano coinvolti poteri di telecinesi, ma Kate è scettica sulla teoria di Castle. I primi sospetti cadono su una compagna di scuola, Jordan, che veniva bullizzata dalla vittima con le sue amiche e che sembra avere un qualche legame con i poteri psichici di cui parla Castle. Tuttavia durante le indagini e grazie a un'informazione di Jordan, Castle e Beckett scoprono che la vittima, Madison, trascorreva moltissimo tempo fuori casa a degli orari pesanti durante i quali effettuava furti ad altri facoltosi e ricchi studenti del prestigioso liceo. Per di più, con l'aiuto e la collaborazione di un altro studente amico di Jordan, Castle e Beckett vengono a sapere che Madison aveva fatto prima un grande colpo rubando ad un cliente del padre e che aveva inscenato una presunta e terribile aggressione con la telecinesi per spaventare un'amica. Infine la coppia Castle e Beckett riesce a smascherare il vero colpevole: Chris, l'amica di Madison e complice insieme ad un'altra ragazza dei numerosi furti ai danni della scuola. Chris voleva tirarsi fuori dai giochetti di Madison, ma con la minaccia di quest'ultima in cui le disse che l'avrebbe rovinata, ha deciso di farla fuori. Una volta che il caso è risolto, in occasione del ballo della scuola, Castle invita l'amata Beckett ad un romantico lento con lui.
- Ascolti Italia: 178.050 spettatori (Fox Life)[20]

## Stanza 147
- Titolo originale: Room 147
- Diretto da: Bill Roe
- Scritto da: Adam Frost

### Trama
Nella stanza 147 di un albergo viene rinvenuto il cadavere di Justin Marquette. L'uomo è stato colpito al petto da un proiettile di piccolo calibro e in base alla ricostruzione dell'omicidio, dopo avere aperto la porta della camera, si dirige verso il minibar per offrire una bottiglietta d'acqua al suo ospite che però lo uccide. Cadendo, cerca appoggio in una sedia che però cade a terra con lui. Dalle indagini risulta che Justin era un attore di teatro e i suoi colleghi raccontano di un episodio in cui una donna avvicina Justin minacciandolo. La donna si chiama Anita Miller e viene quindi convocata per l'interrogatorio. Non appena Beckett entra nella stanza, la donna confessa l'omicidio. Castle è deluso dalla semplicità del caso, ma Esposito scopre che la Miller ha un alibi e che quindi non può essere l'assassina nonostante ne sia fermamente convinta. Oltre a questa ci sono molte discrepanze nella confessione della Miller, infatti non conosceva la vittima e non sa perché fosse tanto arrabbiata con lui. Inoltre si lamenta del fatto che da circa due settimane soffre di amnesie. A questo punto la delusione di Castle è scomparsa, ma non è tutto: durante la mattinata altre due persone si presentano al distretto per confessare l'omicidio di Justin.
- Guest star: John Getz (Dr. Gustavo Bauer)
- Ascolti Italia: 211.526 spettatori (Fox Life)[21]

## Nel ventre del drago
- Titolo originale: In the Belly of the Beast
- Diretto da: Rob Bowman
- Scritto da: Andrew W. Marlowe e David Amann

### Trama
Beckett viene scelta dalla squadra della narcotici per andare sotto copertura come un corriere, ma dal momento che viene rapita scopre che Elena, il corriere che deve interpretare, è più di quello che ha detto di essere. Dovrà cavarsela da sola, cercando di fare capire dove si trova a Castle. Quando Beckett incontrerà Vulcan Simmons la verità verrà a galla e quando sta per morire verrà salvata dalla vera Elena, che le confesserà di averla aiutata perché le era stato ordinato.
- Ascolti Italia: 171.594 spettatori (Fox Life)[22]

## Il drago verde
- Titolo originale: The Way of the Ninja
- Diretto da: Larry Shaw
- Scritto da: Christine Roum e Shawn Waugh

### Trama
L'omicidio di Jade, una giovane aspirante ballerina giapponese, porta Castle e Beckett nel mondo della Yakuza. La sorella della vittima arriva spacciandosi per funzionario del consolato giapponese, poi rivela che da piccole sono state quasi uccise a Okinawa; i genitori morirono e loro furono curate da un medico militare americano che le fece sparire. La ragazza non ha mai dimenticato ed è venuta a New York per cercare indizi sul killer, un sicario della Yakuza noto come il "Drago Verde" (una specie di ninja con cui Castle, Esposito e Ryan hanno un incontro ravvicinato), tramite un imprenditore americano che aveva lavorato con la mafia giapponese nella terra del Sol Levante; a questo scopo si era avvicinata al figlio di quest'ultimo, suo coetaneo. Quando Castle e Beckett vanno ad arrestare un mafioso credendolo il Drago Verde quest'ultimo appare, uccide il mafioso e viene fermato da un altro ninja prima di potere uccidere la detective e lo scrittore; il secondo ninja è la sorella di Jade e il Drago Verde non è altri che l'imprenditore americano, che venti anni prima sfruttava il lavoro come scusa per muoversi liberamente a Okinawa. Alla fine la ragazza confessa di non essere una ninja, con gran disappunto di Castle.
- Ascolti Italia: 185.984 spettatori (Fox Life)[23]

## Il bene di tutti
- Titolo originale: The Greater Good
- Diretto da: Holly Dale
- Scritto da: David Grae

### Trama
Un uomo è morto, riverso sul letto, e una donna scatta foto al cadavere. Mentre Castle e Beckett sono seduti sul divano a discutere su chi invitare al loro matrimonio il cellulare della detective squilla. La polizia si reca immediatamente sulla scena del crimine e scopre che il corpo senza vita è di Peter Cordero, un ragazzo di ventisei anni, operatore finanziario, ucciso con un solo colpo di pistola al petto. A chiamare i soccorsi da un telefono pubblico è stata una donna che non ha voluto rivelare la sua identità. La polizia di New York contatta Maria Cordero e il signor Bergman, la cugina e il datore di lavoro della vittima, ma entrambi sostengono di non conoscere la signora in foto. Al distretto, intanto, arriva la sorella della Gates, procuratore del distretto meridionale degli Stati Uniti, e Stephany Goldmark, viceprocuratore e donna della foto, che poi si scoprirà essere l'assassina.

## I favolosi anni '70
- Titolo originale: That '70s Show
- Diretto da: John Terlesky
- Scritto da: David Amann

### Trama
Richard e Kate sono alle prese con la madre di lui, che propone idee alquanto bizzarre per il loro matrimonio. Alcuni operai, nel frattempo, trovano il corpo di un uomo sepolto nel cemento di un edificio dal 1978, anno di costruzione di quella struttura. Si tratta del cadavere di Vince Bianchi, ex mafioso scomparso proprio in quell'anno. La polizia decide di andare a parlare prima con Frank Russo, ultima persona ad avere visto la vittima il giorno della scomparsa, successivamente con Arold Leone, migliore amico di Bianchi, che crede di essere rimasto negli anni ‘70. Lanie informa Castle e Beckett che la vittima è stata uccisa con diversi colpi di arma da fuoco. Nel frattempo Ryan e Esposito continuano gli interrogatori con gli ex nemici di Bianchi, come Louie, detto il labbro, e Michael Carcano, proprietario del territorio in cui è stato ritrovato il cadavere. Mentre Castle, Beckett e Lanie si trovano in obitorio con Arold per l'identificazione di un finto cadavere subiscono un attentato mafioso. La polizia, con l'aiuto di Martha Rogers, trasforma il distretto in “anni ‘70”, per potere interrogare Arorld, subendo in seguito il richiamo da parte della Gates. Castle scopre che Bianchi, la sera in cui fu ucciso, si era recato in discoteca, locale di proprietà di Frank Russo. Ryan ed Esposito si recano così sul luogo con il signor Leone. Quest'ultimo incontra Russo in discoteca e gli punta la pistola contro, credendolo l'assassino dell'amico. Alla fine si scopre che Arold e Vince avevano una relazione, e Bianchi voleva fingere un matrimonio con la sorella di Carcano, attuale moglie di Russo, nonché assassina, per unire le due famiglie.
- Ascolti Italia: 182.304 spettatori (Fox Life)[24]

## Sport estremi
- Titolo originale: Law & Boarder
- Diretto da: Tom Wright
- Scritto da: Jim Adler

### Trama
Una misteriosa persona in moto rincorre e uccide lo skater ventunenne Logan Moore. Dopo varie indagini la polizia di New York scopre che la vittima, sei anni prima, aveva assistito all'omicidio dell'amico Jay Dixon, commesso dal suo stesso assassino. Nel frattempo Ryan ed Esposito si mettono in competizione per decidere chi sarà il testimone di Castle alle sue nozze.

## Veritas
- Titolo originale: Veritas
- Diretto da: Rob Bowman
- Scritto da: Rob Hanning, Terence Paul Winter

### Trama
Mentre Castle si trova a Chicago per la presentazione del libro Kate continua a indagare di notte sull'omicidio della madre, scoprendo che Jason Marks, un consulente dell'organizzazione di Bracken, è tornato in città. Il mattino seguente, quando Beckett si reca al lavoro su una scena del crimine, scopre che Marks è stato ucciso. Castle torna a New York, poiché la presentazione del suo ultimo libro è stata spostata a dopo il matrimonio, e si reca subito al commissariato. Dalle immagini delle telecamere cittadine si scopre che Marks è stato prelevato e ucciso da Vulcan Simmons. Allora la Gates decide di togliere il caso a Kate perché è troppo coinvolta. Mentre Richard dorme Beckett va a trovare Simmons, che il giorno dopo si scopre essere stato assassinato proprio quella notte con la pistola della detective. Kate è la principale sospettata e, con la complicità di Richard, riesce a fuggire. Successivamente Castle scopre che Smith è vivo, fingendo la sua morte in passato, e rivela loro che esiste una registrazione su cassetta in cui Bracken ammette di avere ucciso. La detective e Castle sono dichiarati fuggitivi e si rifugiano in un motel. Lì Kate viene trovata da Bracken in persona con due scagnozzi. I due la rendono inoffensiva, ma la detective reagisce e riesce a salvarsi. Successivamente Kate e Richard fuggono da New York ma Kate, ripensando alle parole di Montgomery, decide di tornare a casa per cercare appunti tra gli effetti personali della madre. Tornata in città, Kate si reca a casa, che è sotto la sorveglianza della polizia, ma viene arrestata. Portata al distretto insieme a Castle, Beckett, in un impeto disperato, trova nella statuina con gli elefanti una cassetta in cui il senatore William Bracken ha ammesso di avere commissionato l'omicidio di Johanna Beckett, la madre di Kate, così viene arrestato dalla stessa detective.
- Ascolti Italia: 248.529 spettatori (Fox Life)[25]

## Nella buona e nella cattiva sorte(1)
- Titolo originale: For Better or Worse (1)
- Diretto da: John Terlesky
- Scritto da: Terri Miller, Andrew W. Marlowe

### Trama
Mentre Castle e Kate stanno cercando di definire le ultime questioni burocratiche prima del loro matrimonio, si scopre che Kate è già sposata: è accaduto anni prima a Las Vegas, con un suo compagno di college, una notte che avevano alzato troppo il gomito. Mentre Castle rimane in città per portare a termine i preparativi delle nozze, Kate si mette così alla ricerca dell'uomo. Lo trovano in un fienile, rapito da un potente mafioso. Con una trappola riescono a liberarsi, a fare firmare le carte per il divorzio e ad arrivare al matrimonio in tempo. Kate è già sul luogo delle nozze, mentre Castle sta tornando; dopo poco, però, Kate riceve una chiamata e trova l'auto del futuro marito in fiamme.
- Ascolti Italia: 296.915 spettatori (Fox Life)[25]